# Ansar al-Sharia (Iêmen)

Estandarte Negro

Jama'at Ansar al-Shari'a (em árabe: جماعة أنصار الشريعة; Jamāʿat Anṣār aš-Šharīʿa, também conhecido como Ansar al-Sharia, é uma organização guarda-chuva baseada no Iêmen, que inclui unidades de vários grupos militantes islâmicos, incluindo (até 2015) a Al-Qaeda na Península Arábica.  Após a batalha de Zinjibar, a facção tomou o controle sobre algumas cidades do sul do Iêmen nas quais tem instituído emirados. Ansar al-Sharia têm também reivindicado a responsabilidade pelo atentado em Saná em 2012 e atentado em Saná em 2013. 
Em 4 de outubro de 2012, o Departamento de Estado dos Estados Unidos alterou a sua lista de organizações terroristas estrangeiras para designar o Ansar al-Sharia do Iêmen como um alias para a Al-Qaeda na Península Arábica, em vez de listá-lo como uma organização separada. No mesmo dia, o grupo também foi listado pelo Comitê 1267/1989 de Sanções a Al-Qaeda das Nações Unidas.  A Nova Zelândia também listou como grupo terrorista. 
Em fevereiro de 2015, foi noticiado que os membros do grupo haviam dissentido da Al-Qaeda e prometido lealdade ao Estado Islâmico do Iraque e do Levante. 